# Рефлекс Моро
Рефлекс Моро — врождённый физиологический рефлекс человека, который развивается у плода между 28 и 32 неделями беременности и исчезает у новорождённых в возрасте 3-6 месяцев. Представляет собой реакцию на внезапную потерю поддержки и включает три отдельных компонента:
1. разведение рук (отведение)
2. втягивание рук (приведение)
3. плач (обычно)

Рефлекс Моро отличается от рефлекса парализующего страха (РПС), в отличие от которого не снижается при повторной стимуляции. Основное значение рефлекса Моро в педиатрии заключается в оценке интеграции центральной нервной системы.

## Выявление рефлекса Моро
Открыватель рефлекса Эрнст Моро вызывал рефлекс Моро, хлопая руками по подушке с обеих сторон головы младенца. Используются и другие способы, в том числе быстрое опускание младенца (при поддержке) с последующей быстрой остановкой, а также защемление кожи живота. Сегодня наиболее распространённым способом является опускание головы, когда младенца поддерживают обеими руками и внезапно наклоняют, чтобы голова оказалась на несколько сантиметров ниже уровня тела.

## Клиническое значение
Рефлекс Моро может наблюдаться в неполной форме при преждевременных родах после 25-й недели беременности и обычно присутствует в полной форме к 30-й неделе (третий триместр). Отсутствие или асимметрия отведения или приведения к возрасту от 2 до 3 месяцев может рассматриваться как ненормальное, как и сохранение рефлекса у младенцев старше 6 месяцев. Кроме того, отсутствие в неонатальном периоде может потребовать оценки возможности развития осложнений, таких как родовая травма или патология головного мозга. Особенно показательна асимметрия рефлекса Моро, поскольку почти всегда является признаком болезни корешка, сплетения или нервной системы.
Рефлекс Моро нарушен или отсутствует у младенцев с ядерной желтухой.
Избыточный рефлекс Моро можно наблюдать у младенцев с тяжёлым поражением головного мозга, возникшим внутриутробно, включая микроцефалию и гидранэнцефалию. Преувеличение рефлекса Моро, вызванное либо низким порогом, либо чрезмерным сцеплением, часто возникает у новорождённых с умеренной гипоксически-ишемической энцефалопатией. Рефлекс Моро также преувеличен у младенцев при отмене некоторых лекарственных средств.
Сохранение рефлекса Моро в возрасте старше 6 месяцев отмечается только у младенцев с тяжёлыми неврологическими дефектами, включая детский церебральный паралич.

## История
Рефлекс Моро был впервые описан в западной медицине австрийским педиатром Эрнстом Моро (1874—1951) в 1918 году. Моро называл его Umklammerungsreflex (рефлекс объятия). В этой публикации он заявил: «Если новорождённого положить на стол для осмотра и хлопнуть руками по обеим сторонам подушки, следует быстрое симметричное отведение обеих конечностей, которые сразу же после этого сближаются друг с другом в приведении». По его словам, этот рефлекс должен исчезнуть после первых 3-6 месяцев жизни ребёнка. С тех пор рефлекс Моро используется для выявления ранних неврологических проблем у младенцев. Отсутствие или длительное сохранение рефлекса Моро может быть признаком того, что младенец нуждается в неврологической помощи.

## Функция
Рефлекс Моро может быть инстинктом выживания, который помогает младенцу цепляться за свою мать. Если младенец теряет равновесие, рефлекс заставляет его обнимать свою мать и закрепляться на материнском теле.